# Picconia (roślina)
Picconia  – rodzaj roślin należący do rodziny oliwkowatych. Obejmuje dwa gatunki. P. excelsa rośnie na Maderze i Wyspach Kanaryjskich, a P. azorica na Azorach. Oba wchodzą w skład makaronezyjskich lasów wawrzynolistnych, których stanowią znaczący składnik.
P. excelsa uprawiana jest w klimacie łagodnym i ciepłym (południowa Anglia i Irlandia), gdzie wyrasta w dość okazałe, zimozielone drzewo. Ze względu na objęcie ochroną prawną wielu zachowanych stanowisk tych oraz szeroki zakres ochrony ex situ – oba gatunki uznawana są współcześnie za gatunki najmniejszej troski (LC) przez IUCN.

## Morfologia
PokrójZimozielone krzewy, rzadziej rośliny wyrastające w niewielkie drzewa (P. excelsa osiąga do 15, rzadko 20 m wysokości, a P. azorica do 8 m wysokości).
LiścieNaprzeciwległe, całobrzegie lub rzadziej piłkowane.
KwiatySkupione w wyrastających w kątach liści gronach z długo zachowującymi się przysadkami otulającymi kwiaty. Kwiaty obupłciowe, czterokrotne. Kielich składa się z czterech drobnych działek. Płatki korony koliście rozpostarte z bardzo krótką rurką, zrośnięte u nasady w pary za pomocą nitek pręcików. Pręciki dwa. Zalążnia dwukomorowa, z dwoma zalążkami w każdej z nich.
OwocePestkowce.

## Systematyka
Rodzaj z podplemienia Oleinae Wallander & Albert (2000) z plemienia Oleeae (Hoffmanns. & Link ex R.Br.) Dumort. (1827) w obrębie rodziny oliwkowatych Oleaceae.
Wykaz gatunków
- Picconia azorica (Tutin) Knobl.
- Picconia excelsa (Aiton) DC.